# Rosa taronensis
Rosa taronensis — вид рослин з родини трояндових (Rosaceae); ендемік Китаю.

## Опис
Це кущ 1–2.5 метра заввишки. Гілочки циліндричні, часто голі; колючки парні в основі листя, циліндричні, прямі, до 8 мм, різко розширюються до широкої основи; щетина щільна, набагато коротша за колючки. Листки включно з ніжками 4–10 см; прилистки широкі, переважно прилягають до ніжки, вільні частини яйцеподібні, голі, верхівка хвостата; остови й ніжки голі, з численними дрібними колючками; листочків 7–9(13), від довгастих до довгасто-обернено-яйцеподібних, 1–3 × 0.5–1.2 см, голі або знизу вздовж серединної жилки слабо запушені і з дрібними колючками, основа широко клиноподібна або майже округла, край гостро зазубрений у верхній 1/3–1/2, цілий у нижній частині, верхівка усічена. Квіти поодинокі, 3.5–4 см у діаметрі. Чашолистків 4, широко-яйцюваті. Пелюсток 4, жовтуваті, широко обернено-яйцеподібні, основа широко клиноподібна, верхівка виїмчаста. Цинародії оранжево-жовті, обернено-конічні, приблизно 1 см у діаметрі, зазвичай зі стійкими, випростаними чашолистками.

## Поширення
Ендемік Китаю: пн.-зх. Юньнань. Населяє змішані ліси, трав'янисті місця; зростає на висотах 2400–3300.